# Trust (musikalbum)
Trust är ett musikalbum av Elvis Costello and the Attractions som lanserades i januari 1981. Skivan är musikaliskt ganska varierad och drar mot soul, rock och pop med flera stilar. Texterna handlar mycket om motsatsen till skivans titel "Trust" (tillit). Inledande låten "Clubland" släpptes som singel. Låten "Different Finger" visade vägen mot Costellos nästa album, country-inspirerade Almost Blue.

## Låtlista
1. "Clubland" – 3:42
2. "Lovers Walk" – 2:17
3. "You'll Never Be a Man" – 2:56
4. "Pretty Words" – 3:11
5. "Strict Time" – 2:40
6. "Luxembourg" – 2:26
7. "Watch Your Step" – 2:57
8. "New Lace Sleeves" – 3:45
9. "From a Whisper to a Scream" – 2:54
10. "Different Finger" – 1:58
11. "White Knuckles" – 3:47
12. "Shot with His Own Gun" – 3:30
13. "Fish 'n' Chip Paper" – 2:55
14. "Big Sister's Clothes" – 2:11

## Listplcaeringar
- Billboard 200, USA: #28[1]
- UK Albums Chart, Storbritannien: #9[2]
- VG-lista, Norge: #28[3]
- Topplistan, Sverige: #8[4]